# Balaana latelimbata
Balaana latelimbata är en tvåvingeart som först beskrevs av Jacques-Marie-Frangile Bigot 1892.  Balaana latelimbata ingår i släktet Balaana och familjen svävflugor. Inga underarter finns listade i Catalogue of Life.